# Зашево
Зашево — деревня в Данковском районе Липецкой области. Входит в Баловнёвский сельсовет. 
Деревня расположена примерно в 17 километрах (по шоссе) к юго-западу от райцентра, высота центра селения над уровнем моря — 200 м.
На 2017 год в Зашево числится 1 улица — Мира. 

## Население
| 1859 | 1897 | 1906 | 2010 |
| ---- | ---- | ---- | ---- |
| 581  | ↗788 | ↗997 | ↘69  |

## Известные жители
Родился Герой Советского Союза Иван Михайлович Зайкин (1904—1968)